# Mona Hatoum
Mona Hatoum (født 1952 i Beirut) er en libanesisk-født palæstinesisk video- og installationskunstner. Hun har siden 1975 været bosat i London, og senere også i Berlin.

## Historie
I to år studerede hun grafisk design på Lebanese American University i Beirut. Da den Libanesiske borgerkrig brød ud i 1975 var Hatoum på besøg i London, og hun valgte derfor at gå i eksil i den britiske hovedstad. Her begyndte hun kunststudier på Byam Shaw School of Art og Slade School of Fine Art.
I 2004 modtog Hatoum Sonningprisen for sin kunstneriske produktion.